# Palazzo delle Assicurazioni Generali (Roma)

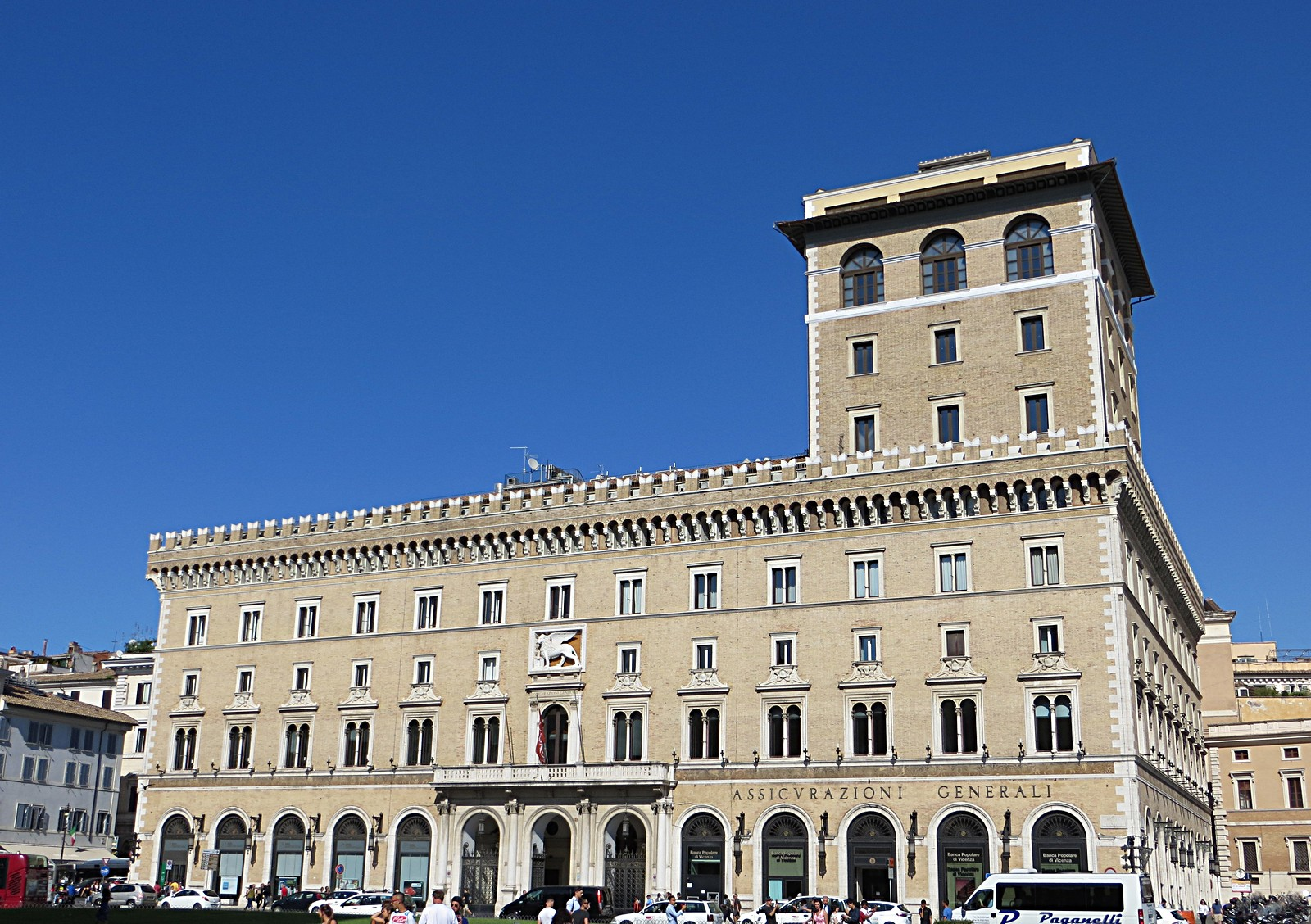
Vista do palácio a partir da Piazza Venezia.

Palazzo delle Assicurazioni Generali é um palácio neorrenascentista localizado na lateral leste da Piazza Venezia, no rione Trevi de Roma, bem em frente ao Palazzo Venezia, muito mais antigo e no qual foi baseado. Seu nome é uma referência à Assicurazioni Generali di Venezia, uma companhia de seguros sediada em Veneza.

## História

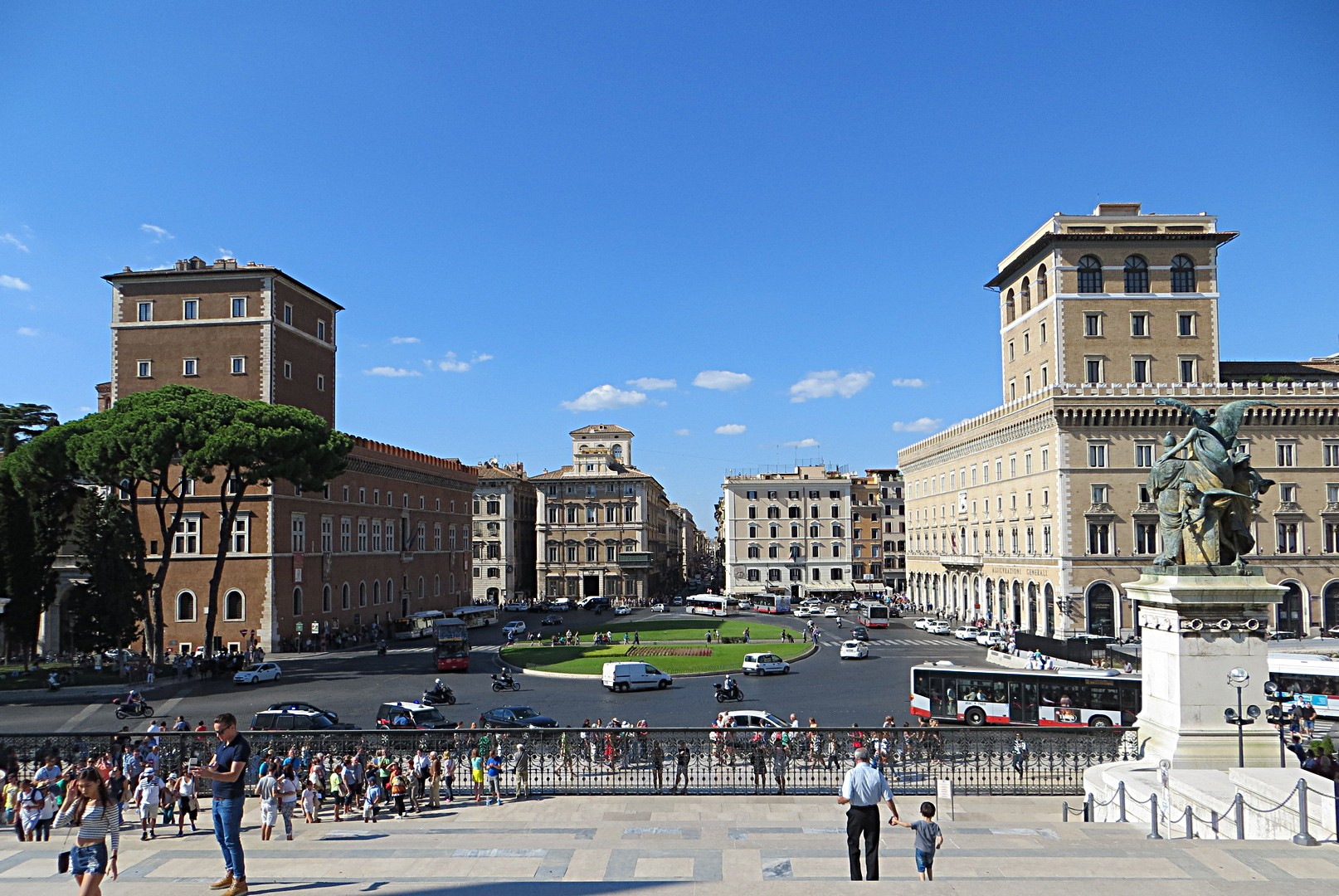
Vista da Piazza Venezia a partir do Vittoriano destacando a grandiosidade pretendida pelos planejadores urbanos com a construção do Palazzo delle Assicurazioni Generali de frente para o seu similar muito mais antigo, o Palazzo Venezia (à direita). No fundo, o início da Via del Corso, que liga a nova praça à Piazza del Popolo.

Este palácio foi construído entre 1906 e 1911 onde ficavam antigamente o Palazzo Bolognetti-Torlonia e o Palazzo Nepoti, demolidos em 1900, com base num projeto dos arquitetos Arturo Pazzi, Alberto Manassei e Guido Cirilli durante as obras de reestruturação da Piazza Venezia. Ele repete as características fundamentais do Palazzo Venezia, diretamente em frente, incluindo sua torre quadrada. Contudo, a fachada é caracterizada por uma arcada no piso térreo encimada por uma cornija marcapiano pintada em chiaroscuro, por uma longa série de janelas bíforas românicas com pequenas janelas acima e pelo leão de São Marcos, original do século XVI e proveniente de um bastião na muralha de Pádua. O espaço atualmente ocupado por um banco, na esquina com a Via Cesare Battisti, abrigou por um tempo o famoso Caffè Faraglia, que tinha entre seus clientes Gabriele D'Annunzio. Infelizmente, a vigilância excessiva e as buscas frequentes a que o estabelecimento foi submetido depois que Benito Mussolini se estabeleceu no Palazzo Venezia fizeram com que ele fosse fechado em 1933.
A construção deste palácio está ligada à decisão de construir o Vittoriano na encosta do monte Capitolino. A destruição da antiga praça papal e dos edifícios que ficavam ali tinham por objetivo criar um novo centro político para o recém-criado Reino da Itália. O aspecto atual da Piazza Venezia reflete, por isso, uma ideologia que prezava a grandiosidade e que aspirava criar o mito de uma "Terceira Roma" sobre as ruínas da cidade imperial e da capital dos Estados Papais. 
Do lado direito do palácio está uma placa comemorativa que relembra uma desaparecida Via Macel dei Corvi, onde ficava uma casa de Michelângelo, na qual ele trabalhou e viveu.